# Brigitte Jeanperrin
Brigitte Jeanperrin est une journaliste de radio française. 
De 1978 à 2017, elle a consacré toute sa carrière de journaliste à l’information économique et sociale, d'abord avec la création de Radio 7 puis au sein de France Inter.

Retraitée depuis 2017, Brigitte Jeanperrin est, aujourd'hui, Conseillère Municipale de Saint-Raphaël (83) et Conseillère Communautaire à Estérel-Côte d'Azur Agglomération, Déléguée à l'Enseignement Supérieur. Elle habite Saint-Raphaël, où elle vit avec son mari.

## Carrière
Chef du service économique et social de 1987 à 2000 puis éditorialiste, elle a créé plusieurs émissions : 
- 1997-2000 : Socialement Vôtre, la semaine à 7 h 20 récompensée, en 1999, par le Prix Dauphine – Henri Tézenas du Montcel ;
- 2000-2003 : Mode d’Emploi, à 6 h 55, accès sur l’actualité économique. Dans ce cadre, elle écrit et publie en 2003 le livre Almanach économique et social : la France entre tourmente et changement aux éditions de l’Aube, coédité par France Inter  (ISBN 2-87678-907-8) ;
- 2003-2004 : Entreprises et Stratégie, à 7 h 50, avec le point de vue des chefs d’entreprise sur l’économique et le social ;
- 2004-2007 : Global Éco, à 7 h 50, pour mettre en perspective les questions économiques et sociales françaises et celles auxquelles sont confrontés les pays étrangers ;
- 2007-2008 : Vendredi Soir Économie à 19 h 20 ;
- 2008-2009 : Dimanche Soir Économie à 17 h 45 ;
- 2009-2011 : Carrefour de l'économie le samedi à 9 h 45 ;
- depuis 2011 : L’interview éco, le samedi à 7 h 20, pour analyser l’actualité de la semaine économique et sociale.

## Distinctions honorifiques
Brigitte Jeanperrin est chevalier de l’Ordre national du Mérite depuis 1996 et Chevalier de la Légion d’honneur depuis 2011.

## Autres activités
Brigitte Jeanperrin est également peintre de toiles abstraites.